# Andrenosoma funebris
Andrenosoma funebris är en tvåvingeart som beskrevs av Artigas, Papavero och Therezinha Pimentel 1988. Andrenosoma funebris ingår i släktet Andrenosoma och familjen rovflugor. Inga underarter finns listade i Catalogue of Life.